# Janfusun Fancyworld
Janfusun Fancyworld (劍湖山世界) est un parc d'attractions situé dans le Comté de Yunlin, sur l'île de Taïwan en République de Chine. Il contient également un parc aquatique nommé Funwave Water Park.

## Le parc d'attractions

### Montagnes russes
| Nom               | Type                       | Constructeur         | Année |
| ----------------- | -------------------------- | -------------------- | ----- |
| Diving Machine G5 | Machine plongeante         | Bolliger & Mabillard | 2000  |
| Insane Speed      | Montagnes russes sans sol  | Bolliger & Mabillard | 2001  |
| KuKu              | Montagnes russes E-Powered | Zamperla             | 2002  |

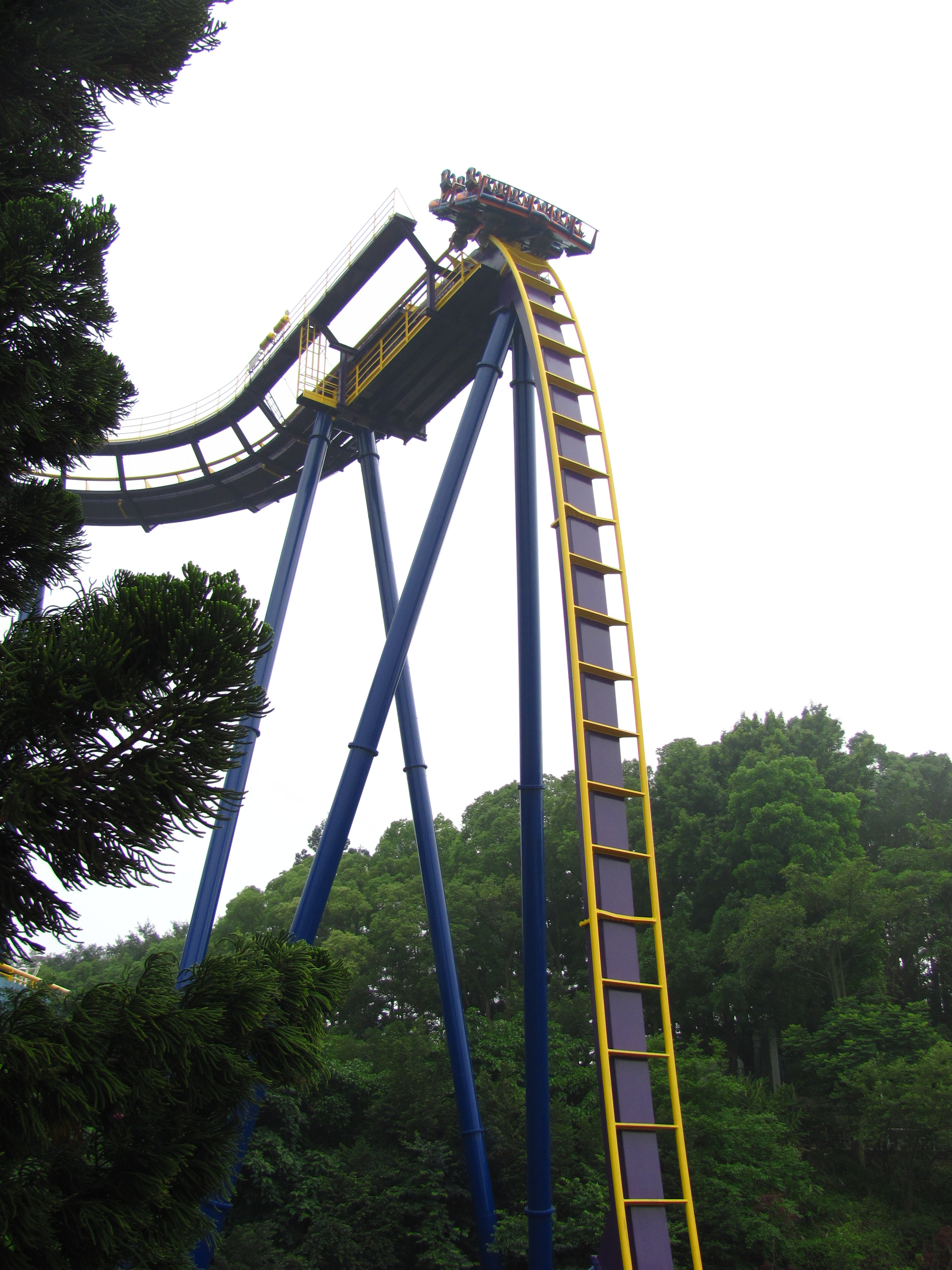
Diving Machine G5
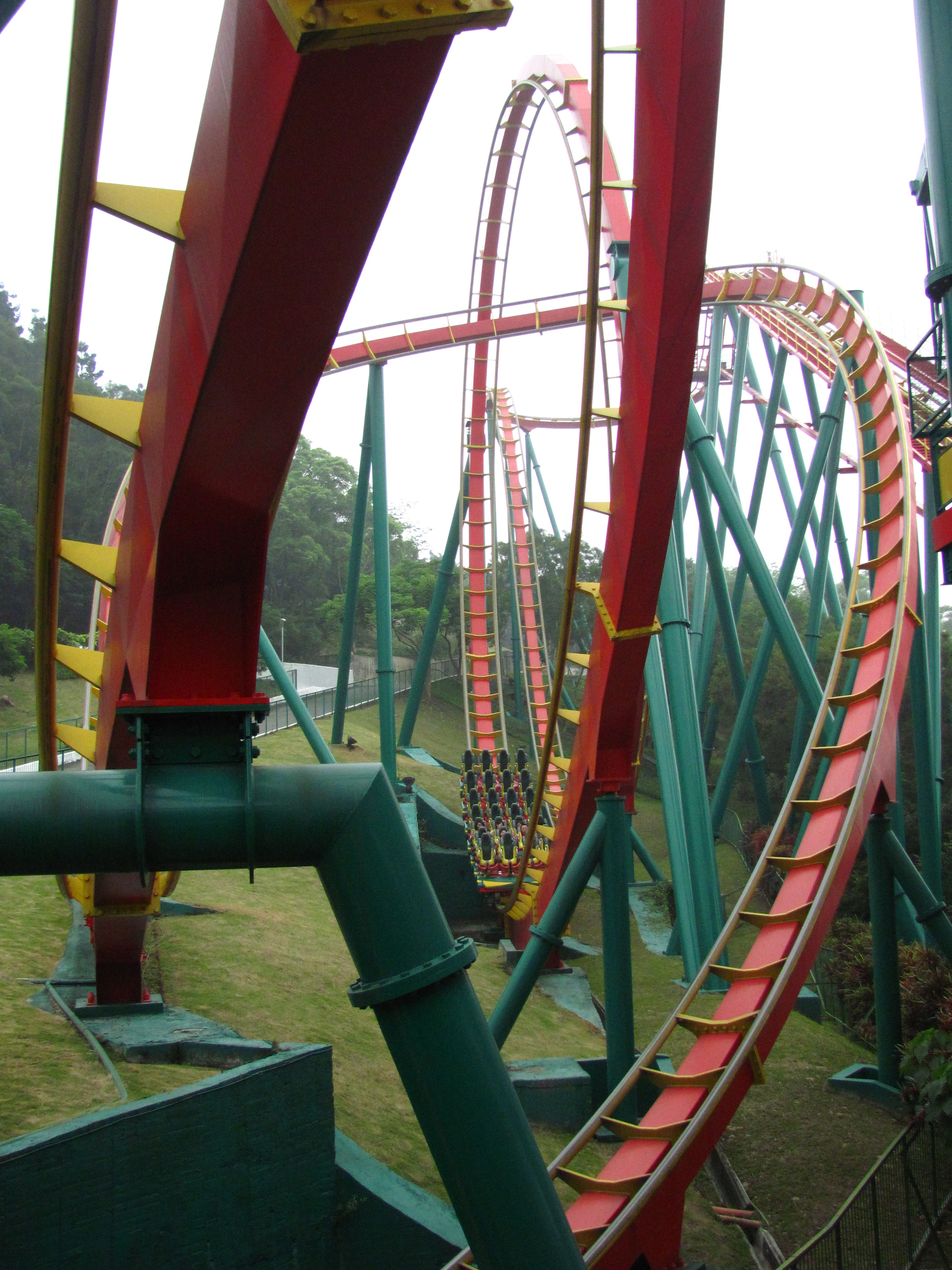
Insane Speed
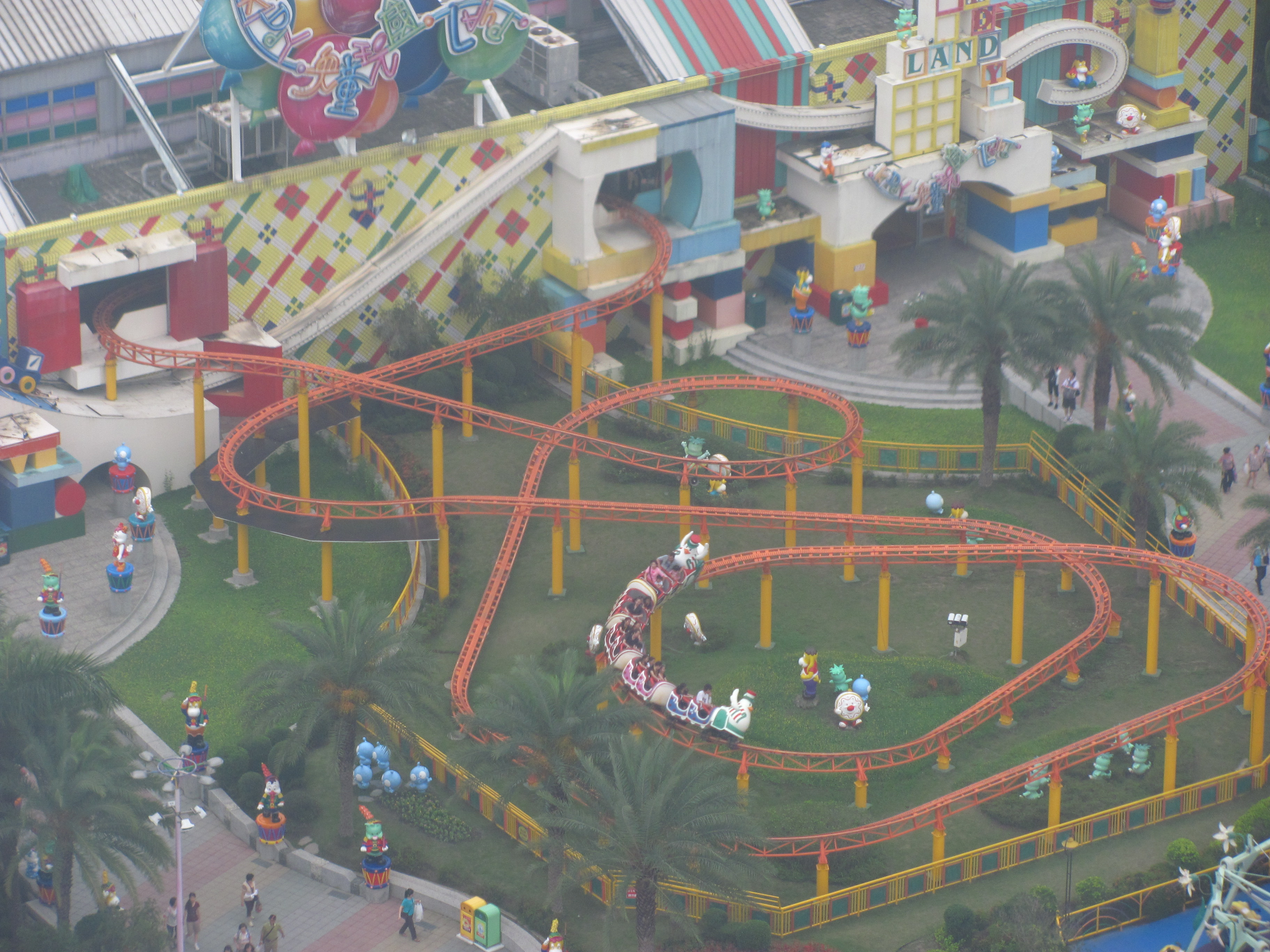
KuKu

### Autres attractions
- Fairy Land  - Chaises volantes
- Flic Flac - Flic Flac - Huss
- Fly Boat - Top Spin - Huss
- Flying Saucer - Frisbee
- Flying Stars - Manège d'avions
- Frisbee - Frisbee - Huss
- Ha Ha Family Chu Chu - Train
- Happy Kid Cars - Balade en 4x4 autoguidés
- Interconnection - Aire de jeu aquatique
- Inverter - Inverter - Chance Rides
- Magical Cake House - Palais du rire
- Mischievous BeeBee - Manège pour enfants
- Rainbow Mambo - toboggans
- Robo Ball - Aire de jeu avec piscine à boules
- Rock-n-Roll Kang Kang -
- Royal Troops - Carrousel
- Sky Jet - Tour de chute
- Sky Wheel - Grande roue
- Speed Canoe - Bûches
- The Big Sea Guardian - Bateau à bascule
- The Super Axe -
- Turbo Flight - Enterprise
- Twirling Magnetic Field -
- Ultimate Fun - Top Spin
- Water Maze - Labyrinthe aquatique

## Le parc aquatique
Parmi les attractions, on compte :
- Tornado - Toboggan aquatique
- Cannon Bowl - Toboggan aquatique
- Aqua Play - Aire de jeu aquatique
- Muliwai Lazy River - Lazy River
- Waikiki  Beach
- Oahu Island  Big Wave - Piscine à vagues
- Beach Volleyball - Terrain de Beach volley